# بيلي ديفور
بيلي ديفور (بالإنجليزية: Billy Devore)‏ هو سائق فورمولا 1 ومهندس أمريكي، ولد في 12 سبتمبر 1910 في كانساس في الولايات المتحدة، وتوفي في 12 أغسطس 1985 في إنديانابوليس في الولايات المتحدة.